# Kansajsuchus extensus
Kansajsuchus extensus — викопний вид крокодилоподібних плазунів родини Paralligatoridae, що існував у пізній крейді, 85 млн років тому.

## Історія досліджень
Вид відомий з решток правої передщелепної кістки (premaxilla), хребців та остеодерм. У 1975 році радянський палеонтолог Михайло Борисович Єфімов описав два види крокодилоподібних плазунів, рештки яких знайдені поблизу селища Кансай у Ферганській долині на території Таджикистану, в Узбекистані (урочище Джаракудук, формація Біссекти) і Казахстані (Кизилординська область, формація Бостобе). Спочатку він виділив два види — Kansajsuchus extensus і Kansajsuchus borealis і відніс їх рід (Kansajsuchus) до родини Goniopholididae. Потім, у 1988 році, Єфімов виявив нижню щелепу невідомого крокодиломорфа в місцевості Шах-Шах і описав новий рід Turanosuchus, який також зарахував до Goniopholididae. При цьому знайдені раніше в Казахстані рештки Kansajsuchus borealis палеонтолог «переніс» в Turanosuchus, а кістки того ж виду, здобуті в Узбекистані, перемістив в третій рід — Shamosuchus, що належить до родини Paralligatoridae. Після цього систематичне положення Kansajsuchus неодноразово переглядали. Врешті, згідно з дослідженнями 2018 року рід віднесли до родини Paralligatoridae.

## Опис
За оцінками крокодил сягав 5-8 м завдовжки з довжиною черепа 70-80 см.